# نوزت شمدين
نوزت سالم خليل شمدين آغا، يكتب باسم نوزت شمدين (بالإنجليزية: Nawzat Shamdin)‏، هو صحفي، وروائي، وناقد أدبي عراقي.

## نبذة
ولد في منطقة الفيصلية بمدينة الموصل في الأول آب من عام 1973م. أكمل فيها دراسته الأولية وحصل على شهادة البكلريوس في القانون من كلية الحدباء الجامعة في دورتها الأولى. عمل في نطاق المحاماة ثمان سنوات قبل ان يتركها ويتفرغ بنحو كامل للصحافة.
عمل مراسلاً لموقع نقاش الألماني واستمر كذلك حتى أصبح محرراً فيه بالعاصمة برلين في آب 2014. نشر في الموقع العشرات من القصص والتقارير الإخبارية وعمل أيضاً مراسلاً لمجلة WPI الألمانية الاقتصادية وكتب لها عن شأن الموصل الأقتصادية والتحديات التي واجهتها المدينة في هذا الخصوص بين سنتي 2009- 2011.
بين 2004 و2014 عمل نوزت شمدين عضواً في الهيئة الإدارية للإتحاد العام للأدباء والكتاب العراقيين، وفاز في ثلاث دورات انتخابية. وتعرض بسبب عمله الصحفي وجرأته في الطرح إلى ثلاث محاولات اغتيال اثنتان منها كانتا وشيكتين الأولى في شارع النجفي في الشهر العاشر سنة 2013 وبعدها بأسابيع قليلة في منطقة القوسيات شمالي مدينة الموصل.
فكان قرار الرحيل مع زوجته وأطفاله الثلاث ككاتب ضيف إلى مملكة النرويج التي فتحت أمامه أبواب الإبداع بمنحه حرية الكتابة والسفر. فكانت فرصته الكبيرة في طرح قضية الموصل التي تبناها بنحو شخصي وصار يجوب العواصم الأوربية متحدثاً عن الظلم الواقع عليها ويروي هناك قصة تدميرها.
فعل ذلك في مؤتمر الكابيتال في ستافنجر النرويجية 2015 بعدها بفترة وجيزة في العاصمة الهولندية أمستردام خلال مؤتمر الأيكورن. وقبل نهاية العام في مهرجان مولدة النرويجي، وألقى كلمةً خلال استضافته في الجلسة الدورية لحكومة تليمارك جنوب شرق مملكة النرويج في 2015. بعدها تحدث في جلسة حوارية عن إهمال العالم للموصل وصحفييها في بلدية العاصمة الفرنسية باريس2016 وجال السويد وفنلندا وألمانيا والدنمرك وتونس وتركيا ليلقبه أصدقاءه ومعارفه بسفير العراق أو الموصل.

## الأعمال
أصدر شمدين كتاب «قادمون يا عتيق» أواخر 2014م وهو أول كتاب مقاوم يصدر ضد احتلال داعش لمدينة الموصل ووزع فيها بنحو محدود. صدر له الطبعة الثانية من كتاب (قادمون يا عتيق) عن دار سطور في بغداد ودار سنا في الموصل سنة 2018. كما أصدر سنة 2015 الطبعة الثانية من رواية «نصف قمر» عن دار مومنت في لندن. وفي ذات السنة أصدر روايته الثانية «سقوط سرداب» عن المؤسسة العربية للدراسات والنشر، والتي ترجمت إلى اللغة الكردية وصدرت عن دار آنديشة في السليمانية 2017. وصدرت له سنة 2017 أيضاً روايته الثالثة (شظايا فيروز) عن المؤسسة العربية للدراسات والنشر. كما صدرت له سنة 2019 رواية ديسفيرال عن دار سطور للنشر والتوزيع. وصدرت له رواية - مستر نوركَه - عن المؤسسة العربية للدرسات والنشر في بيروت سنة 2021.